# Eleição para o Senado federal por Maryland em 2012
A eleição para o senado do estado americano de Maryland em 2012 foi realizada no dia 6 de novembro de 2012, simultaneamente com a eleição presidencial, com as eleições para o Senado dos Estados Unidos em outros estados, como as eleições para na Câmara dos Representantes e as eleições locais. As eleições primárias democratas e republicanas foram realizadas em 4 de abril. O senador Ben Cardin foi reeleito.

## Antecedentes
O então representante Ben Cardin foi eleito com 54% dos votos em 2006, derrotando o vice-governador do estado Michael Steele.

## Primária Democrata

### Candidatos
- Raymond Blagmon[3]
- Ben Cardin, atual senador.[4]
- J.P. Cusick[3]
- Christopher Garner, engenheiro, cientista e empresário.[5]
- Ralph Jaffe, professor.[3]
- C. Anthony Muse, senador estadual.[6]
- Lih Young[3]

### Campanha
Em 2010 e 2009, a revista National Journal nomeou Cardin como o senador mais liberal dos Estados Unidos, com base em seu histórico de votações. Em 30 de junho, Cardin tinha 1,8 milhões de dólares em sua conta para gastar na campanha.

### Resultados
|  | Democrata | Ben Cardin           | 230.631 | 74,3% |
|  | Democrata | C. Anthony Muse      | 49.051  | 16,0% |
|  | Democrata | Chris Garner         | 8.783   | 2,8%  |
|  | Democrata | Raymond Levi Blagmon | 5.576   | 1,8%  |
|  | Democrata | J. P. Cusick         | 4.541   | 1,5%  |
|  | Democrata | Blaine Taylor        | 4.113   | 1,3%  |
|  | Democrata | Lih Young            | 3.728   | 1,2%  |
|  | Democrata | Ralph Jaffe          | 3.088   | 1,0%  |
|  | Democrata | Ed Tinus             | 1.018   | 0,3%  |

## Primária Republicana

### Candidatos
- Daniel Bongino, ex agente do serviço secreto.[11]
- William Capps[3]
- Rick Hoover[3]
- David Jones[12]
- John B. Kimble, cientista e candidato ao senado em 2006 e 2010.
- Corrogan R. Vaughn[3]

#### Desistências
- Bob Ehrlich, ex-governador[13]
- Brian Murphy, candidato na primária republicana para governador em 2010[14]
- Eric Wargotz,  candidato republicano para o senado em 2010[15]

### Resultados
|  | Republicano | Daniel Bongino            | 66.510 | 33,8% |
|  | Republicano | Richard J. Douglas        | 55.907 | 28,4% |
|  | Republicano | Joseph Alexander          | 17.567 | 8,9%  |
|  | Republicano | Bro Broadus               | 10.503 | 5,3%  |
|  | Republicano | Rick Hoover               | 10.241 | 5,2%  |
|  | Republicano | John B. Kimble            | 10.088 | 5,1%  |
|  | Republicano | David Jones               | 8.002  | 4,1%  |
|  | Republicano | Corrogan R. Vaughn        | 7.869  | 4,0%  |
|  | Republicano | William Thomas Capps, Jr. | 6.768  | 3,4%  |
|  | Republicano | Brian Vaeth               | 3.602  | 1,8%  |

## Eleição geral

### Candidatos
- Daniel Bongino (Republicano), ex-agente do serviço secreto.
- Ben Cardin (Democrata), atual senador.

### Pesquisas
| Poll source           | Data(s)                | Amostra | Margem erro | Ben Cardin (D) | Qualquer republicano | Outros | Indecididos |
| --------------------- | ---------------------- | ------- | ----------- | -------------- | -------------------- | ------ | ----------- |
| Public Policy Polling | 10-12 de julho de 2010 | 569     | ± 4,1%      | 51%            | 33%                  | —      | 16%         |

### Resultados
|  | Democrata    | Ben Cardin     | 1.402.092 | 55,4% |
|  | Republicano  | Daniel Bongino | 674.649   | 26,7% |
|  | Independente | Rob Sobhani    | 420.554   | 16,6% |
|  | Total:       | Total:         | 2.387.934 | 100%  |